# Studioどらごんめいる
Studioどらごんめいる（スタジオどらごんめいる）は、北海道札幌市に拠点を置く劇団。

## 概要
総帥である龍波しゅういちが、2005年に発足させた劇団。代表作に『ばか・ねこ道中記』、『双月巫女』などのラジオドラマCDがある。2007年10月、『どらごんめいるつ～しん』にて初めてのWebラジオを放送開始する。同年12月より、FM白石(With-S)にて、『どらごんめいるダイナモ!』でFM進出を果たす。2008年4月より、同人サークル内『イオシス』の一員として活動。2011年に同サークルを脱退している。

## どらごんめいるダイナモ!
FM白石にて、2007年12月 - 2008年9月放送。毎週月曜日 - 金曜日の午後5時 - 7時の2時間生放送されていた。
総帥・龍波に加えて、複数の団員をアシスタントに起用。金曜日には各曜日のアシスタントが勢揃いした。

### 日替わりコーナー
いつもが記念日
龍波とアシスタントがその日の出来事や記念日、行事などについてトークするコーナー。
どらごんテーマパークTSUTAYA札幌菊水店提供の本やゲーム、音楽CDなどに関するランキング。
ニュース拾い読み
通常のニュース枠（17時54分ごろ）とは別に、龍波が気になったニュースを拾って読む。リスナーからの投稿ニュースでも可。
どらトーク
その日のテーマにそってリスナーがメールやFAXでお便りを送り、パーソナリティが読むコーナー。
ムチャぶりベスト3
リスナーによって編み出されたコーナー。リスナーから寄せられたベスト3を読んでいく。